# Mödlinger Hütte
Die Mödlinger Hütte ist eine Schutzhütte der Sektion Mödling des Österreichischen Alpenvereins in den Ennstaler Alpen, zwischen Gesäuse und Eisenerzer Alpen (Steiermark).

## Geschichte
Die Hütte wurde am 31. Mai 1914 nach zehnjähriger Planungs- und Bauzeit eröffnet. Von 1996 bis 2008 wurden insgesamt 530.000 Euro in die Sanierung der Hütte investiert (zum Beispiel Wasserversorgungsanlage, vollbiologische Kleinabwasserbeseitigungsanlage, pflanzenölbetriebenes Blockheizkraftwerk mit den zugehörigen Nebengeräten inkl. Photovoltaikanlage).

## Lage
Die Mödlinger Hütte steht in 1523 m Höhe auf der Treffner Alm südöstlich des Admonter Reichensteins (Gesäuse). Offiziell wird die Hütte dem Gesäuse zugeordnet, steht aber streng genommen auf der erzhaltigen Grauwackenzone der Eisenerzer Alpen. Gegenüber dem Johnsbachtal erhebt sich die eindrucksvolle Berggestalt des Großen Ödsteins in der Hochtorgruppe. 
Vom südlich gelegenen Ort Gaishorn am See im Paltental führt eine Mautstraße auf einen Waldparkplatz. Von hier sind es noch 30 Wanderminuten bis zur Hütte.
Alfred Stieg bewirtschaftete die Hütte seit der Wintersaison 2016/17 gemeinsam mit seiner Frau Annabell. Ab 13. Mai 2021 wird Irmgard Rieger mit ihrem Mann Heinz auf vorerst unbegrenzte Zeit neue Pächterin.

## Anreise und Aufstieg
- Die einfachste Anreise mit dem Auto erfolgt über die A9. Von Westen kommend bis zur Ausfahrt Trieben und von Osten kommend bis zur Ausfahrt Treglwang. Von diesen Ausfahrten sind es nur wenige Kilometer nach Gaishorn. Von diesem Dorf führt eine Mautstraße zum Waldparkplatz unterhalb der Hütte. Vom Waldparkplatz sind es 30 Minuten zur Hütte. Gaishorn ist auch mit der Bahn erreichbar; der Aufstieg von Gaishorn führt über Waldwege und Forststraßen und dauert etwa 2 ½ Stunden.
- Von der Gesäusestraße zwischen Admont und Hieflau zweigt eine Straße zum Bergdorf Johnsbach ab. Von der Bahnhaltestelle Johnsbach sind es etwa 1 ½ Stunden Gehzeit bis Johnsbach; dieser Wanderweg führt durch eine wilde Gebirgslandschaft, der als Sagenweg über die versteinerten Figuren informiert. Von Johnsbach dauert der Anstieg zur Hütte etwa zwei Stunden.
- Von Admont führt eine Bergstraße nach Süden über den Nagelschmiedesattel ins Paltental; über diese Straße fährt auch (wenn auch selten) ein Postbus. Kurz vor der Passhöhe verläuft eine Mautstraße über die Kaiserau zur Klinke-Hütte. Die Gehzeit ab der Oberst-Klinke-Hütte ist etwa zwei Stunden.
- Früher war die Hütte auch von Gaishorn über einen landschaftlich sehr schönen Wanderweg durch die Flitzenschlucht zur Vorderen Flitzenalm in drei Stunden erreichbar. Die Steiganlage in der Flitzenschlucht ist allerdings mittlerweile verfallen, die meisten Brücken sind eingestürzt und der Weg ist an vielen Stellen durch Erosion abgetragen oder durch umgestürzte Bäume verlegt.

## Touren

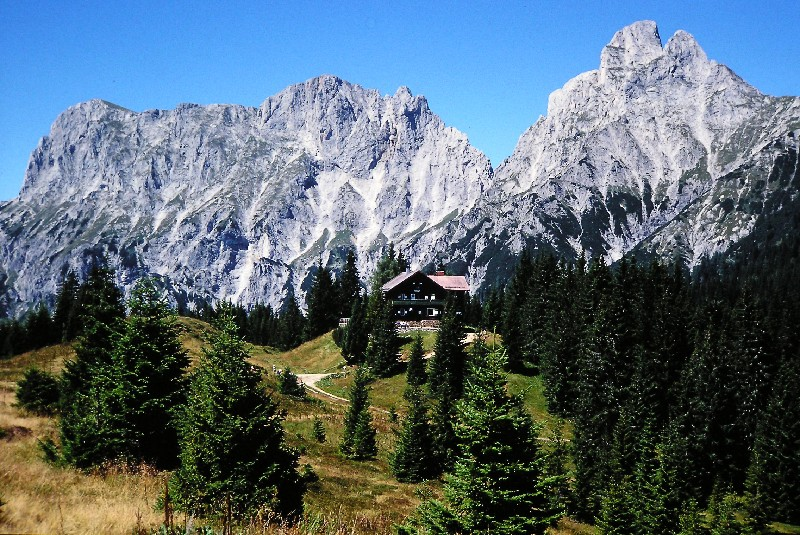
Die Mödlinger Hütte vor den Gipfeln des Sparafelds und des Admonter Reichensteins

Die Hütte ist ein wichtiger Stützpunkt auf den österreichischen Weitwanderwegen Nordalpenweg und Eisenwurzenweg.
Der Aufstieg zum Admonter Reichenstein (2251 m) ist bereits über seinen klassischen Normalweg eine anspruchsvolle Bergtour, die Bergerfahrung, Trittsicherheit und Schwindelfreiheit erfordert. Eine Schlüsselstelle ist die Herzmann-Kupfer-Platte (Kletterei im Schwierigkeitsgrad II).
Eine schöne motivreiche Wandertour führt in 1 ½ Stunden zur Klinke-Hütte.
Ebenfalls leicht ist die Wanderung auf den Spielkogel (1731 m). Diese Wanderung kann nach Lust und Laune auf dem Kammweg der Eisenerzer Alpen fortgesetzt werden.
Eine komplette Begehung des gesamten Eisenerzer-Alpen-Höhenwegs ist eine Herausforderung für konditionsstarke bergerfahrene Wanderer. Der Weg führt in 12 bis 14 Stunden zur Reichensteinhütte am Eisenerzer Reichenstein (2165 m).

## Klettermöglichkeiten
Die Hütte ist Ausgangspunkt für anspruchsvolle Klettertouren in die Admonter Reichensteingruppe. Bekannte klassische Routen sind:
- Überschreitung des Totenköpfls mit Ostgratanstieg auf den Admonter Reichenstein, (III)
- Admonter Reichenstein Nordostpfeiler, (VI-, V+)
- Sparafeld (2247 m) Südpfeiler, (V-, IV+, IV)

Bemerkung: Die angegebenen Touren sind alpine Unternehmungen und keine Sportklettertouren.

## Übergang zu anderen Hütten
- Hesshütte über Johnsbach.
- Ennstaler Hütte und Buchsteinhaus über Johnsbach, Sagenweg und Rauchboden (Enns).
- Haindlkarhütte über Johnsbach und Gsengscharte.
- Klinke-Hütte über die Hintere Flitzenalm.
- Reichensteinhütte über den Eisenerzer-Alpen-Höhenweg, der auf einer Länge von 40 km fast durchwegs auf dem Bergkamm verläuft und schöne Ausblicke in die benachbarten Berge bietet. Dies ist eine 12- bis 14-stündige Strecke für konditionsstarke Bergsteiger. Trittsicherheit und Schwindelfreiheit sind Voraussetzung.